# Robert E. Cornish
Robert E. Cornish (21 de diciembre de 1903 - 6 de marzo de 1963) fue un biólogo y escritor estadounidense, conocido por sus experimentos de reanimación.

## Biografía
Cornish fue un niño prodigio que se graduó con honores en la Universidad de California en Berkeley a la edad de 18 años y recibió un doctorado cuando tenía 22. Trabajó en varios proyectos, incluido uno que permitía leer periódicos bajo el agua con lentes especiales. En 1932 se interesó por la idea de resucitar a los muertos. La piedra angular de su plan consistía en un columpio o balancín que se usaba para hacer fluir la sangre en los pacientes recientemente fallecidos mientras se les inyectaba una mezcla de epinefrina (adrenalina) y anticoagulantes en su sistema circulatorio. En 1933 intentó revivir a víctimas de un ataque al corazón, ahogamiento y electrocución con su invención, pero no tuvo éxito. Cornish decidió perfeccionar su método en animales y logró revivir dos perros (Lazarus IV y V), muertos clínicamente el 22 de mayo de 1934 y en 1935.
Como sus experimentos tuvieron éxito en sus perros, Cornish deseaba ampliar sus ensayos clínicos para incluir pruebas en humanos. El recluso del corredor de la muerte de la Prisión Estatal de San Quintín Thomas McMonigle se puso en contacto con Cornish y ofreció su cuerpo para una posible reanimación después de su ejecución. Las autoridades de California rechazaron la petición de Cornish y McMonigle, debido a la preocupación de que un asesino reanimado tendría que ser liberado bajo la cláusula de "doble enjuiciamiento". Tras la denegación de la petición, McMonigle fue ejecutado en la cámara de gas de San Quintín el 20 de febrero de 1948.

## Obra parcial
- Vitamin and Mineral Deficiencies (1943)